# ヒポクラテス (ゲラの僭主)
ヒポクラテス（ギリシア語: Ἱπποκράτης；- 紀元前491年）はゲラ（現在のジェーラ）の第2代の僭主であり、紀元前498年から紀元前491年までその座にあった。ヒポクラテスは初代僭主であるクレアンデルの弟で、彼の死後その座を継いだ。彼の下でゲラは拡張期に入った；ヒポクラテスはゲラを首都とする強大な国家を建設するためにシケリア南西部を征服することを狙った。ヒポクラテスはアクラガス（現在のアグリジェント）と同盟し、ザンクル（現在のメッシーナ）、カマリナ、カタナ（現在のカターニア）、ナクソスおよびレオンティノイ（現在のレンティーニ）を占領した。シュラクサイも包囲したが、コリントスとケルキュラの介入によって引き上げざるを得なくなった。とは言え、彼の統治の間にゲラはシケリアで最も強大で裕福な都市となった。ヒポクラテスはシケル人との戦いで戦死した。息子であるユークリデスとクレアンデルを後継者に指名していたが、騎兵の指揮官であったゲロンが権力を握り、新しい僭主となった。